# Wilfred Dunderdale
Pour les articles homonymes, voir Dunderdale.
Wilfred Dunderdale (1899-1990) est un officier de la Royal Navy et du Secret Intelligence Service (MI6), actif entre 1920 et 1960. Il serait l’une des inspirations de Ian Fleming pour le personnage de James Bond.

## Biographie
Wilfred Albert Dunderdale, né à Odessa le 24 décembre 1899, est le fils d’un riche armateur anglais, Richard Albert Dunderdale (1869-1945). Il s’engage dans la Royal Navy à la fin de la Première Guerre mondiale. Surnommé Biffy en référence à son talent pugilistique, il est envoyé à Sébastopol pendant la Guerre civile russe. Il sert d’interprète avec les commandants de l’armée blanche en mer Noire et se rend à Iekaterinbourg pour enquêter sur l’assassinat des Romanov.
Il est recruté en 1921 par le Secret Intelligence Service de Mansfield Cumming et remplit sa première mission à Constantinople, au moment de la chute de Mehmed VI, en rapatriant et en dédommageant avec des pièces d’or les femmes européennes du harem sultanesque. Après la victoire des bolchéviques, il infiltre les réseaux de Russes blancs en exil à Paris sous le nom de Dolinoff. Entre 1926 et 1940, il coopère avec les services secrets français. Dunderdale dirige la station parisienne du MI6 en 1937.
Pendant la Seconde Guerre mondiale, il accueille le renseignement polonais réfugié à Londres et travaille à l’interception et au décryptage des communications allemandes. Ses équipes récoltent des informations sur le Front de l’Est. Il est aussi en lien avec Paul Paillole, le chef du renseignement français (Joséphine Baker transmet à Lisbonne des dossiers écrits à l’encre sympathique).
Dunderdale travaille pour l’Intelligence Service jusqu’en 1959. Il se lie d’amitié avec Ian Fleming, officier du renseignement naval pendant la guerre et créateur du personnage de James Bond. L’historien Keith Jeffery, auteur d’un livre sur l’histoire du MI6, voit en Biffy Dunderdale l’inspiration de 007, soulignant son aisance en société et son « penchant pour les belles femmes et les voitures rapides ». À Paris, avant la guerre, il se déplaçait en Rolls Royce avec chauffeur, muni de son porte-cigarettes en ébène et arborant des boutons de manchette dorés de chez Cartier.
Wilfred Dunderdale meurt à New York le 13 novembre 1990, à l’âge de quatre-vingt-dix ans. Il était membre du Boodle's (en), un Gentlemen's club londonien.

## Sources